# Yūki Yamanouchi
Yūki Yamanouchi (japanisch 山之内 優貴 Yamanouchi Yūki; * 18. September 1994 in der Präfektur Kagoshima) ist ein ehemaliger japanischer Fußballspieler.

## Karriere
Yamanouchi erlernte das Fußballspielen in der Schulmannschaft der Kagoshima Jitsugyo High School. Seinen ersten Vertrag unterschrieb er 2013 bei Giravanz Kitakyushu. Der Verein spielte in der zweithöchsten Liga des Landes, der J2 League. Für den Verein absolvierte er zwei Ligaspiele. Im April 2015 wechselte er zu Suzuka Unlimited FC. 2016 wechselte er zum Drittligisten Ōita Trinita. 2017 wechselte er zu Albirex Niigata (Singapur). Ende 2017 beendete er seine Karriere als Fußballspieler.